# Dijkring
Een dijkring (ook: dijkringgebied) is in Nederland een gebied dat beschermd wordt tegen buitenwater door een primaire waterkering of door hoge gronden. Gebieden zijn als dijkringgebied aangewezen in de Waterwet (voorheen Wet op de waterkering). 
Dijkringen zijn gebieden die door dijken omringd zijn om ze te beschermen tegen overstromingen. Je kunt ze vinden in alle overstromingsgevoelige delen van Nederland en ze worden omringd door waterkeringen zoals dammen, dijken, en duinen. Deze primaire waterkeringen beschermen ons tegen het buitenwater uit de Noordzee, de Waddenzee, de grote rivieren en het IJssel-en Markermeer. 
Met ingang van 1 januari 2017 is een normering ingevoerd, waardoor de dijkringen de-facto zijn opgeheven. In plaats van de hieronder in de tabel genoemde overschrijdingskans van een ontwerpwaterstand geldt vanaf 1 januari 2017, dat een dijk ontworpen moet worden op een gegeven faalkans (overtromingskans), die gebaseerd is op het overstromingsrisico.
Een dijkringgebied is een gebied omgeven door een primaire waterkering, zoals dijken, duinen en constructies voor het waterbeheer, zoals sluizen en gemalen en hoge gronden. Hoge gronden zijn gebieden die van nature ruim boven hoogwater liggen. Voorbeelden zijn de Veluwe, de Utrechtse Heuvelrug en het Rijk van Nijmegen.
De waterkeringen van een dijkringgebied kunnen ook keringen zijn die alleen bij doorbraak van andere dijken aan water komen te liggen, zoals slaperdijken. Elk dijkringgebied heeft een normfrequentie voor de waterstand waartegen de waterkeringen bestand moeten zijn. De normfrequentie is bepaald op basis van het advies van de Deltacommissie. De normfrequentie is afhankelijk van de aard van de bedreiging (rivier, zee, meer), de omvang en het belang van het gebied. Verbonden waterkeringen hebben een normfrequentie gelijk aan de hoogste van de normfrequenties van de te beschermen dijkringgebieden. De frequentie wordt uitgedrukt in aantal keren per jaar: 1/2000 is dus (gemiddeld) eens in de 2000 jaar (maar het kan best twee keer achter elkaar voorkomen).
Het beheer van de waterkeringen van de verschillende dijkringen is in handen van de verschillende waterschappen en van Rijkswaterstaat. De waterkeringen zijn onderhevig aan bodemdaling, slijtage en beleidswijzigingen die het noodzakelijk kunnen maken waterbouwkundige werken uit te voeren.
Hieronder staat een lijst van dijkringgebieden vanaf 2006 toen de dijkringen langs de Maas in Limburg en oostelijk Brabant zijn toegevoegd,
| Dijkring nummer: | Naam:                                                | Gemiddelde overschrijdingskans per jaar: |
| ---------------- | ---------------------------------------------------- | ---------------------------------------- |
| 1                | Schiermonnikoog                                      | 1/2000                                   |
| 2                | Ameland                                              | 1/2000                                   |
| 3                | Terschelling                                         | 1/2000                                   |
| 4                | Vlieland                                             | 1/2000                                   |
| 5                | Texel                                                | 1/4000                                   |
| 6                | Friesland en Groningen                               | 1/4000                                   |
| 7                | Noordoostpolder                                      | 1/4000                                   |
| 8                | Flevoland                                            | 1/4000                                   |
| 9                | Vollenhove                                           | 1/1250                                   |
| 10               | Mastenbroek                                          | 1/2000                                   |
| 11               | IJsseldelta                                          | 1/2000                                   |
| 12               | Wieringen                                            | 1/4000                                   |
| 13               | Noord-Holland                                        | 1/10000                                  |
| 13a              | IJburg                                               | 1/4000                                   |
| 13b              | Marken                                               | 1/1250                                   |
| 14               | Zuid-Holland                                         | 1/10000                                  |
| 15               | Lopiker- en Krimpenerwaard                           | 1/2000                                   |
| 16               | Alblasserwaard en Vijfheerenlanden                   | 1/2000                                   |
| 17               | IJsselmonde                                          | 1/4000                                   |
| 18               | Pernis                                               | 1/10000                                  |
| 19               | Rozenburg                                            | 1/10000                                  |
| 20               | Voorne-Putten                                        | 1/4000                                   |
| 21               | Hoeksche Waard                                       | 1/2000                                   |
| 22               | Eiland van Dordrecht                                 | 1/2000                                   |
| 23               | Biesbosch                                            | 1/2000                                   |
| 24               | Land van Altena                                      | 1/2000                                   |
| 25               | Goeree-Overflakkee                                   | 1/4000                                   |
| 26               | Schouwen-Duiveland                                   | 1/4000                                   |
| 27               | Tholen en Sint Philipsland                           | 1/4000                                   |
| 28               | Noord-Beveland                                       | 1/4000                                   |
| 29               | Walcheren                                            | 1/4000                                   |
| 30               | Zuid-Beveland (ten westen Kanaal door Zuid-Beveland) | 1/4000                                   |
| 31               | Zuid-Beveland (ten oosten Kanaal door Zuid-Beveland) | 1/4000                                   |
| 32               | Zeeuws-Vlaanderen                                    | 1/4000                                   |
| 33               | Kreekrakpolder (heeft geen waterkeringen)            | 1/4000                                   |
| 34               | West-Brabant                                         | 1/2000                                   |
| 34a              | Geertruidenberg                                      | 1/2000                                   |
| 35               | Donge                                                | 1/2000                                   |
| 36               | Land van Heusden/De Maaskant                         | 1/1250                                   |
| 36a              | Keent                                                | 1/1250                                   |
| 37               | Nederhemert                                          | 1/1250                                   |
| 38               | Bommelerwaard                                        | 1/1250                                   |
| 39               | Alem                                                 | 1/1250                                   |
| 40               | Heerewaarden                                         | 1/500                                    |
| 41               | Land van Maas en Waal                                | 1/1250                                   |
| 42               | Ooij en Millingen                                    | 1/1250                                   |
| 43               | Betuwe/Tieler- en Culemborgerwaarden                 | 1/1250                                   |
| 44               | Kromme Rijn                                          | 1/1250                                   |
| 45               | Gelderse Vallei                                      | 1/1250                                   |
| 46               | Eempolder                                            | 1/1250                                   |
| 47               | Arnhemse- en Velperbroek                             | 1/1250                                   |
| 48               | Rijn en IJssel                                       | 1/1250                                   |
| 49               | IJsselland                                           | 1/1250                                   |
| 50               | Zutphen                                              | 1/1250                                   |
| 51               | Gorssel                                              | 1/1250                                   |
| 52               | Oost-Veluwe                                          | 1/1250                                   |
| 53               | Salland                                              | 1/1250                                   |
| 54               | Mook Ottersum                                        | 1/250                                    |
| 55               | Gennep-Heijen                                        | 1/250                                    |
| 56               | Afferden                                             | 1/250                                    |
| 57               | Nieuw Bergen                                         | 1/250                                    |
| 58               | Groeningen                                           | 1/250                                    |
| 59               | Aijen-Bergen                                         | 1/250                                    |
| 60               | Well                                                 | 1/250                                    |
| 61               | Wanssum-west                                         | 1/250                                    |
| 62               | Wanssum-oost                                         | 1/250                                    |
| 63               | Ooijen                                               | 1/250                                    |
| 64               | Broekhuizenvorst                                     | 1/250                                    |
| 65               | Arcen                                                | 1/250                                    |
| 66               | Lottum                                               | 1/250                                    |
| 67               | Grubbenvorst                                         | 1/250                                    |
| 68               | Venlo-Velden                                         | 1/250                                    |
| 69               | Blerick                                              | 1/250                                    |
| 70               | Baarlo                                               | 1/250                                    |
| 71               | Belfeld                                              | 1/250                                    |
| 72               | Kessel                                               | 1/250                                    |
| 73               | Beesel                                               | 1/250                                    |
| 74               | Neer                                                 | 1/250                                    |
| 75               | Buggenum                                             | 1/250                                    |
| 76               | Roermond                                             | 1/250                                    |
| 76a              | Roermond Het Ham                                     | 1/250                                    |
| 77               | Merum Roermond-Hambeek                               | 1/250                                    |
| 78               | Heel                                                 | 1/250                                    |
| 79               | Thorn - Wessem                                       | 1/250                                    |
| 80               | Clauscentrale                                        | 1/250                                    |
| 81               | Ohé en Laak - Stevensweert                           | 1/250                                    |
| 82               | Aasterberg                                           | 1/250                                    |
| 83               | Visserweert                                          | 1/250                                    |
| 84               | Nattenhoven - Roosteren                              | 1/250                                    |
| 85               | Urmond                                               | 1/250                                    |
| 86               | Maasband                                             | 1/250                                    |
| 87               | Meers                                                | 1/250                                    |
| 88               | Geulle aan de Maas                                   | 1/250                                    |
| 89               | Voulwames                                            | 1/250                                    |
| 90               | Maastricht Oost                                      | 1/250                                    |
| 91               | Itteren                                              | 1/250                                    |
| 92               | Borgharen                                            | 1/250                                    |
| 93               | Maastricht NW                                        | 1/250                                    |
| 94               | St. Pieter                                           | 1/250                                    |
| 95               | Eijsden                                              | 1/250                                    |